# Лычковский район
Лычко́вский райо́н — административно-территориальная единица в составе Ленинградской и Новгородской областей РСФСР с центром в селе Лычково, существовавшая в 1927—1963 годах.
Луженский район в составе Новгородского округа Ленинградской области был образован в августе 1927 года из 11 сельсоветов Луженской волости, 8 с/с Семёновский волости (обе волости входили в Демянский уезд Новгородской губернии) и 2 с/с Крестецкой волости Валдайского уезда.
Всего был образован 21 сельсовет: Бардовский, Белоборский, Домашевский, Задненский, Зеховский, Злодаревский, Кипинский, Кирилловщинский, Кневицкий, Красейский, Кстеченский, Лобановский, Луженский, Лычковский, Любницкий, Мелеченский, Семёновщинский, Староудрицкий, Сухонивский, Черноручейский, Яблоня-Эстонский.
10 декабря 1928 года Луженский район был переименован в Лычковский. В то же время были образованы Боярский, Заборовский и Замошьевский с/с; упразднены Бардовский, Белоборский, Домашевский, Зеховский, Злодаревский, Кирилловщинский, Лобановский, Староудрицкий и Черноручейский с/с. Одновременно Яблоня-Эстонский с/с был передан в Крестецкий район (возвращён в 1930 году).
1 января 1932 года к Лычковскому району были присоединены Веретейский, Городокский, Дворецкий, Залесский, Кузьминский, Лажинский, Лученский, Мануйловский, Налючский, Подберезский, Польский, Росинский с/с упразднённого Польского района.
В 1939 году Яблоня-Эстонский национальный с/с был преобразован в Яблоновский с/с. В том же году Веретейский, Городокский, Дворецкий, Залесский, Кузьминский, Лажинский, Лученский, Мануйловский, Налючский, Подберезский, Польский, Росинский с/с были переданы в новый Полавский район.
5 июля 1944 года Лычковский район вошёл в состав Новгородской области.
В марте 1951 года был упразднён Замошьевский с/с, так как все его населённые пункты были разрушены в ходе Великой Отечественной войны. В 1954 году были упразднены Кипинский, Луженский и Семёновщинский с/с. В 1959 году был упразднён Боярский с/с. В 1961 был упразднён Яблоновский с/с. В 1962 году Лычковский с/с был преобразован в Лычковский поселковый совет.
1 февраля 1963 года Лычковский район был упразднён. Все 9 его сельсоветов отошли к Демянскому району, а пгт Лычково — к Крестецкому промышленному району.